# 岩戸工業
岩戸工業（いわどこうぎょう、Iwado Kogyo K.K. ）は岐阜県各務原市に本社を置く輸送用機器関連メーカー。川崎重工業航空宇宙システムカンパニーおよび日本車輌製造、ジェイ・バスの協力会社のひとつである。

## 概要
当時バス車体の製造を手がけていた川崎重工業岐阜工場の協力会社として発足、バス関連の部品の製造やバス車体の更新修繕を主な事業としてきた。現在はバス以外にも軍用機・民間機の部品製造や修繕、板金等を手がける。

## 沿革
- 1957年（昭和32年）7月 - 岐阜市に岩戸自動車設立。
- 1959年（昭和35年）3月 - 各務原市鵜沼川崎町に工場移転
- 1966年（昭和41年） - 航空機の部品製造に参画
- 1984年（昭和59年）7月 - 岩戸自動車から岩戸工業に改称
- 2001年（平成13年）8月 - 各務原市山脇町に山脇工場設置
- 2002年（平成14年）1月 - ISO9001取得

## 主な製品

### 航空機関連
- 床下貨物扉（ボーイング767・ボーイング777）
- 機体骨組み

### バス関連
- 前輪上の荷物置き場製作
- ファンタスティックバスへの改装
  - るーぷる仙台（仙台市交通局）
  - カゴシマシティビュー（鹿児島市交通局）
  - シティループ（神戸交通振興）
いすゞ製の車両の加工を担当。日野は東京特殊車体が担当。
  - 谷汲山参道らくらくバス
  - 飛騨・世界生活文化センターシャトルバス（濃飛乗合自動車）
  - スカイツリーシャトル上野－浅草線専用車（東武バスセントラル）
  - 小江戸名所めぐりバス専用車（東武バスウエスト）
  - 日光軌道線風バス（東武バス日光）
- 教習車への改造
- 車体の更新・修繕

- 神戸シティループバス
- スカイツリーシャトル
- スカイツリーシャトル（後部俯瞰）
- るーぷる仙台

### その他
- クレーンのキャビン（操作室）
- キャンピングトレーラー（普通免許OK)

## 目
- ジェイ・バス